# RuPaul's Drag Race All Stars (temporada 7)
La setena temporada de RuPaul's Drag Race All Stars (també referit a com RuPaul's Drag Race All Stars: All Winners al programa) es va estrenar a Paramount+ el 20 de Maig de 2022.
El casting va ser anunciat en 13 d'Abril de 2022, i inclou vuit guanyadors anteriors que tornen al concurs. La Drag Queen vencedora rebrà un premi d'efectiu de $200,000. La present temporada consisteix en dotze episodis, estrenant-se el dos primers en el mateix dia, i presentarà un Untucked aftershow. Per primer cop en la història del programa, no hi ha cap eliminació en la competició.
| Concursant         | Edat | Ciutat natal                   | Concursant en temporada  | Ubicació primigènia(s) | Resultat   |
| ------------------ | ---- | ------------------------------ | ------------------------ | ---------------------- | ---------- |
| Jaida Essence Hall | 35   | Milwaukee, Wisconsin           | temporada 12             | guanyador              | A anunciar |
| Jinkx Monsoon      | 34   | Portland, Oregon               | temporada 5              | guanyador              | A anunciar |
| Monét X Change     | 32   | Ciutat de Nova York, Nova York | temporada 10             | 6è lloc                | A anunciar |
| Monét X Change     | 32   | Ciutat de Nova York, Nova York | All Stars 4              | guanyador              | A anunciar |
| Raja               | 48   | Los Angeles, Califòrnia        | temporada 3              | guanyador              | A anunciar |
| Shea Couleé        | 33   | Chicago, Illinois              | temporada 9              | 3r lloc                | A anunciar |
| Shea Couleé        | 33   | Chicago, Illinois              | All Stars 5              | guanyador              | A anunciar |
| The Vivienne       | 30   | Liverpool, Regne Unit          | temporada 1 (Regne Unit) | guanyador              | A anunciar |
| Trinity the Tuck   | 37   | Orlando, Florida               | temporada 9              | 3r lloc                | A anunciar |
| Trinity the Tuck   | 37   | Orlando, Florida               | All Stars 4              | guanyador              | A anunciar |
| Yvie Oddly         | 28   | Denver, Colorado               | temporada 11             | guanyador              | A anunciar |